# 親の顔が見てみたい?
『親の顔が見てみたい?』（おやのかおがみてみたい）は、2002年4月1日から2003年3月10日までNHK総合テレビの『23時のNHK』枠で放送されていたトーク番組である。放送時間は毎週月曜 23:15 - 23:44 （日本標準時）、別の時間帯での再放送あり。最終回のみ月曜 23:00 - 23:28 に放送。

## 概要
各界の著名人親子をゲストに迎え、司会の三宅裕司と黒田あゆみ（NHKアナウンサー）が彼らに自分たちの人生を振り返らせながら、親と子のふれあい話や苦労話などを聞き出していた深夜番組。ナレーターは吉行和子が務めていた。
番組は2001年12月24日（月曜） 23:05 - 23:34 に一度パイロット版を放送した後、2002年4月にレギュラー放送を開始した。このパイロット版では三宅裕司と八木亜希子（フジテレビ出身のフリーアナウンサー）が司会を務めていた。